# 小行星25656
小行星25656（25656 Bejnood）是一颗绕太阳运转的小行星，为主小行星带小行星。该小行星于2000年1月20日发现。

## 轨道参数
小行星25656的轨道半长轴为428 933 778 km，2.8672044 UA，离心率为0.117。